# Ibér nyelv
Az ibér nyelv (spanyolul: lengua ibérica) ismeretlen eredetű kihalt ókori ragozó nyelv (vagy nyelvjárások összessége), amelyet a mai Franciaország déli részétől az Ibériai-félsziget keleti és délkeleti részéig (a mai Katalónia, Aragónia és Navarra széle, Valencia és Murcia tartományok, illetve Andalúzia keleti része), illetve valószínűleg még a Baleár-szigeteken is beszéltek. Bizonyos hipotézisek szerint a nyelvet vagy annak közeli rokonát Szicíliában is beszélhették, mivel a szikánokat, a sziget egyik népcsoportját ibér eredetűnek tartják.
A nyelv önelnevezése nem ismert, az ibér szó görög eredetű. A római hódítások során az ókor végére a latin fokozatosan kiszorította.

## Besorolás és nyelvtípus
Az ibér törzsek nyelvéről vagy nyelveiről nem sokat tudunk; létezésüket mindössze rövid feliratokból és helységnevekből ismerjük, azonban ezek közül sem mindegyiket sikerült teljes mértékben megfejteni. Annyi bizonyos, hogy nem indoeurópai nyelv volt, és eddig semmilyen más nyelvvel nem tudták bizonyíthatóan rokonítani. A kutatásokat nehezíti az igen kevés ránk maradt emlék. Sokáig úgy tartották, hogy a baszk nyelv valamelyik ibér nyelvjárás mai folytatása; valójában azonban nem bizonyítható e két nyelv rokonsága, de természetesen nem is zárható ki (tény, hogy – a feliratok tanúbizonysága szerint – nyelvtipológiai és hangtani szempontból is rendkívül hasonló nyelvekről van szó). Szintén próbálták már az észak-afrikai berber nyelvekkel rokonítani, mára azonban ezt a feltételezést is elvetették.
Az ibér a baszk, a finnugor és a török nyelvekhez hasonlóan agglutináló (ragozó-toldalékoló) nyelv volt. A kutatók eddig összesen több mint ötvenféle toldalékot ismertek fel.

## Írásrendszer

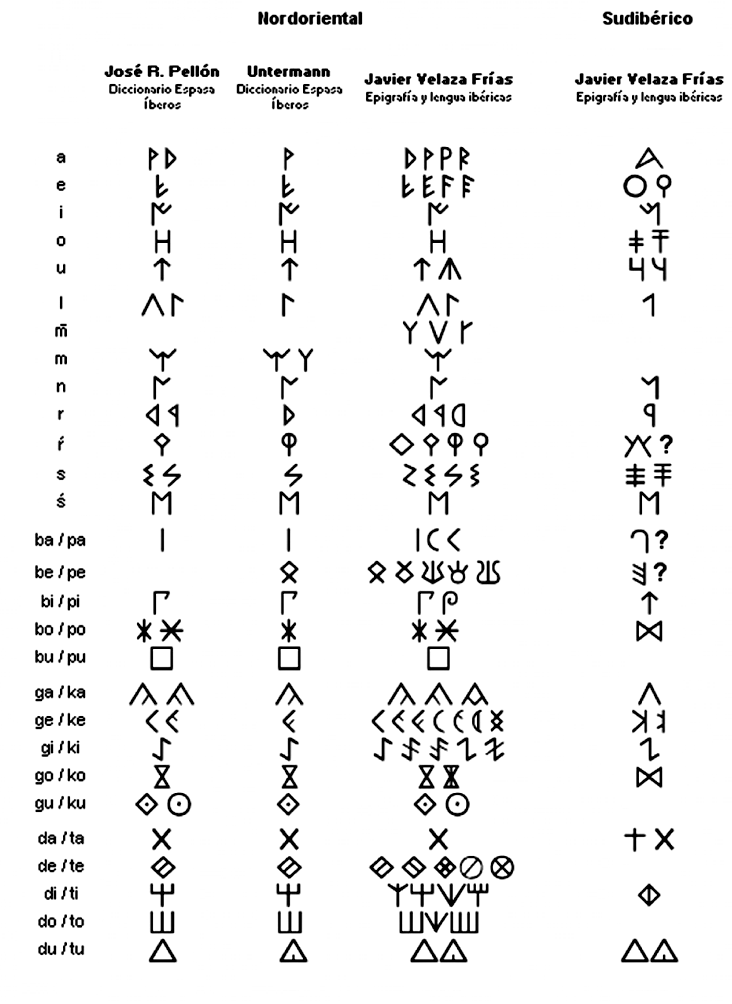
Az ibér ábécé

Az ibérek háromféle írásrendszert használtak. Ezek közül kettő saját, a föníciai ábécére visszavezethető ún. félszótagírás volt, a harmadik pedig a görög ábécé erősen leegyszerűsített változata. Arra, hogy miért használták egyszerre háromféle írást, és mikor melyiket, nem találtak elfogadható magyarázatot. A ránk maradt feliratok többségénél a saját félszótagírásukat használták.

## Hangrendszer
A feliratokból, főként a görög alapú betűírás alapján, valószínűsíteni lehet az ibér nyelv fonémakészletét, bár nem mindegyik hangot sikerült pontosan megfejteni. Jelenlegi ismereteink szerint az ibér hangrendszer meglehetősen egyszerű volt: 5 magánhangzót /a, e, i, o, u/ és legfeljebb 13 mássalhangzót /b, t, d, k, g, (m), n, (ń), l, r, ŕ, s, ś/ ismert. Az /m/ és /ń/ mint valódi fonémák létezése nem tisztázott; az /m/ valószínűleg csak az az /n+b/ összeolvadását jelezte. Az /r/ és /ŕ/, illetve /s/ és /ś/ hangok közötti különbséget nem sikerült pontosan megfejteni. Elképzelhető, hogy az /r/ és az /ŕ/ hosszú, illetve rövid pergőhangot jelölt. Az /s/ és az /ś/ közül valamelyik talán a [t͡s] zár-rés-hangot (affrikátát, vö. magyar c) jelölhetett. Mindezen következtetések a helynevek latinosított alakját veszik alapul, azonban bizonyos esetekben maguk az átvételek is ellentmondásosak.
Az ibér nyelv nem szerette a szó eleji mássalhangzó-torlódást, ezen kívül szó nem kezdődhetett r-rel és valószínűleg l-lel sem. A szótagok megengedett fonológiai szerkezete a következő lehetett: (mássalhangzó) + magánhangzó/kettőshangzó/ń + (n/m/r/ŕ/l, s/ś/k) + (s/ś). Ebből jól látszik, hogy az ń szótagalkotó mássalhangzó is lehetett. A szó végén a /b/ kivételével bármilyen hang állhatott.

## Példák
Az ibér nyelvből nem kevés szó maradt ránk, azonban jelentésük mindmáig megfejtetlen:
baites, baseŕ, biteŕ, eban, ekiar, eŕiar, iltiŕ, iunstir, kutur, śalir, seltar, uskeike stb.